# Nederlandse kampioenschappen schaatsen sprint 2012
De Nederlandse kampioenschappen schaatsen sprint 2012 (voor mannen en vrouwen) werden op 29 en 30 december 2011 gehouden in het Thialf-stadion te Heerenveen.
Titelhouders waren de winnaars van 2011, Stefan Groothuis en Margot Boer. Beide schaatsers slaagden erin de titel te prolongeren. Groothuis veroverde de titel voor de vierde keer op rij en voor de vijfde keer in totaal. Boer veroverde de titel voor de derde keer.
Tijdens deze NK sprint waren er naast de nationale titels ook startplaatsen te verdienen voor de WK sprint 2012 in Calgary, Canada. Bij de mannen plaatsten naast kampioen Stefan Groothuis ook Hein Otterspeer, Sjoerd de Vries en Pim Schipper zich. Bij de vrouwen plaatsten naast kampioene Margot Boer ook Thijsje Oenema, Marrit Leenstra en Annette Gerritsen zich. Gerritsen bleef nummer vijf Ireen Wüst slechts 0,005 punt voor. Er ontstond nog enige discussie omdat Wüst, gerekend in duizendsten van seconden, Gerritsen achter zich zou hebben gelaten.

## Programma
| Programma                                                                           | Programma                                                                           |
| ----------------------------------------------------------------------------------- | ----------------------------------------------------------------------------------- |
| donderdag 29 december                                                               | vrijdag 30 december                                                                 |
| 1e 500 meter vrouwen 1e 500 meter mannen 1e 1000 meter vrouwen 1e 1000 meter mannen | 2e 500 meter vrouwen 2e 500 meter mannen 2e 1000 meter vrouwen 2e 1000 meter mannen |

## Mannen
Afstandmedailles
| Afstand  | 1e               | 2e               | 3e              |
| -------- | ---------------- | ---------------- | --------------- |
| 1e 500m  | Stefan Groothuis | Jesper Hospes    | Hein Otterspeer |
| 1e 1000m | Hein Otterspeer  | Stefan Groothuis | Kjeld Nuis      |
| 2e 500m  | Michel Mulder    | Hein Otterspeer  | Jan Smeekens    |
| 2e 1000m | Stefan Groothuis | Michel Mulder    | Pim Schipper    |

Eindklassement
| #      | Schaatser         | Ploeg                  | 500m           | 1000m          | 500m          | 1000m           | Punten     |
| ------ | ----------------- | ---------------------- | -------------- | -------------- | ------------- | --------------- | ---------- |
| Goud   | Stefan Groothuis  | Control                | 35,09 (1)      | 1.09,11 (2)    | 35,62 (9)     | 1.08,85 (1)     | 139,690    |
| Zilver | Hein Otterspeer   | APPM                   | 35,23 (3)      | 1.08,82 (1) pr | 35,20 (2)     | 1.10,05         | 139,865 pr |
| Brons  | Sjoerd de Vries   | APPM                   | 35,38 (6) pr   | 1.09,64 (5)    | 35,45 (5)     | 1.09,47 (4)     | 140,385 pr |
| 4      | Pim Schipper      | Control                | 35,51 (7)      | 1.09,61 (4)    | 35,50 (7) pr  | 1.09,40 (3)     | 140,515 pr |
| 5      | Michel Mulder     | APPM                   | 35,63 (8)      | 1.10,81 (10)   | 35,07 (1)     | 1.09,36 (2)     | 140,785    |
| 6      | Lars Elgersma     | Team CBA               | 35,76 (9)      | 1.09,69 (6)    | 35,47 (6)     | 1.09,61 (6)     | 140,880    |
| 7      | Ronald Mulder     | Control                | 35,34 (5)      | 1.10,60 (9)    | 35,40 (4)     | 1.10,10 (10)    | 141,090    |
| 8      | Mark Tuitert      | Control                | 35,82 (11)     | 1.09,77 (8)    | 35,68 (11)    | 1.09,52 (5)     | 141,145 pr |
| 9      | Remco Olde Heuvel | TVM                    | 35,79 (10)     | 1.09,69 (6)    | 35,85 (12)    | 1.09,75 (8)     | 141,360 pr |
| 10     | Jan Smeekens      | Control                | 35,31 (4)      | 1.11,97 (11)   | 35,28 (3)     | 1.11,00 (12)    | 142,075    |
| 11     | Jesper Hospes     | APPM                   | 35,22 (2)      | 1.12,32 (21)   | 35,64 (10)    | 1.11,22 (15)    | 142,630    |
| 12     | Kai Verbij        | Jong Oranje            | 36,28 (12)     | 1.11,14 (12)   | 36,17 (13) pr | 1.11,08 (13)    | 143,560 pr |
| 13     | Maurice Vriend    | Jong Oranje            | 36,62 (18)     | 1.09,81 (11)   | 36,49 (17)    | 1.10,83 (11)    | 143,980 pr |
| 14     | Lucas van Alphen  | 1nP                    | 36,58 (17)     | 1.11,19 (13)   | 36,35 (15) pr | 1.11,16 (14) pr | 144,105 pr |
| 15     | Bas Bervoets      | Gewest NH/U            | 36,35 (13)     | 1.12,09 (20)   | 36,32 (14) pr | 1.11,32 (16) pr | 144,375 pr |
| 16     | Rens Boekhoff     | Gewest NH/U            | 36,46 (15)     | 1.11,92 (17)   | 36,46 (16)    | 1.11,47 (18)    | 144,615 pr |
| 17     | Jesper van Veen   | Gewest ZH              | 36,39 (14)     | 1.11,72 (15)   | 36,81 (20)    | 1.11,86 (21)    | 144,990    |
| 18     | Aron Romeijn      | Gewest NH/U            | 36,48 (16) pr  | 1.12,00 (19)   | 36,55 (18)    | 1.11,96 (22) pr | 145,010 pr |
| 19     | Frank Hermans     | 1nP                    | 37,03 (20)     | 36,92 (23) pr  | 1.11,58 (20)  | 145,360 pr      |            |
| 20     | Lennart Velema    | iSkate Schaatsacademie | 37,10 (21)     | 1.11,82 (16)   | 36,79 (19)    | 1.11,37 (17)    | 145,485 pr |
| 21     | Thom van Beek     | 1nP                    | 37,44 (22)     | 1.12,34 (22)   | 36,87 (21) pr | 1.11,48 (19) pr | 146,220 pr |
| 22     | Rienk Nauta       | Gewest Friesland       | 37,02 (19)     | 1.12,62 (23)   | 36,90 (22)    | 1.12,82 (23)    | 146,640    |
| 23     | Kjeld Nuis        | Control                | 1.09,85 (24) * | 1.09,25 (3)    | 35,60 (8)     | 1.09,71 (7)     | 174,930    |
| NS2    | Rhian Ket         | Team Hart              | 1.00,86 (23) * | NS             |               |                 |            |

* gevallen

## Vrouwen
Afstandmedailles
| Afstand  | 1e                               | 2e          | 3e                |
| -------- | -------------------------------- | ----------- | ----------------- |
| 1e 500m  | Annette Gerritsen Thijsje Oenema |             | Margot Boer       |
| 1e 1000m | Ireen Wüst                       | Margot Boer | Marrit Leenstra   |
| 2e 500m  | Thijsje Oenema                   | Margot Boer | Annette Gerritsen |
| 2e 1000m | Marrit Leenstra                  | Ireen Wüst  | Margot Boer       |

Eindklassement
| #      | Schaatsster          | Ploeg            | 500m          | 1000m           | 500m          | 1000m           | Punten     |
| ------ | -------------------- | ---------------- | ------------- | --------------- | ------------- | --------------- | ---------- |
| Goud   | Margot Boer          | Team Liga        | 38,62 (3)     | 1.16,45 (2)     | 38,40 (2)     | 1.16,50 (3)     | 153,495 pr |
| Zilver | Thijsje Oenema       | Team Op=Op       | 38,52 (1)     | 1.17,14 (6)     | 38,31 (1)     | 1.17,27 (6)     | 154,035 pr |
| Brons  | Marrit Leenstra      | Team Hart        | 39,02 (7)     | 1.16,56 (3)     | 39,00 (6)     | 1.15,64 (1)     | 154,120 pr |
| 4      | Annette Gerritsen    | Team Liga        | 38,52 (1)     | 1.17,03 (5)     | 38,60 (3)     | 1.16,99 (5)     | 154,130    |
| 5      | Ireen Wüst           | TVM              | 39,08 (8)     | 1.15,72 (1)     | 39,21 (9)     | 1.15,97 (2)     | 154,135    |
| 6      | Laurine van Riessen  | Control          | 38,82 (4)     | 1.16,94 (4)     | 38,62 (4)     | 1.16,66 (4)     | 154,240    |
| 7      | Anice Das            | Team Liga        | 38,96 (6) pr  | 1.18,10 (9)     | 38,96 (5) pr  | 1.18,24 (12)    | 156,090 pr |
| 8      | Floor van den Brandt | Gewest Friesland | 39,45 (10)    | 1.18,12 (10)    | 39,35 (10)    | 1.17,79 (8) pr  | 156,755 pr |
| 9      | Janine Smit          | Control          | 39,55 (14)    | 1.18,42 (12)    | 39,09 (8) pr  | 1.17,98 (10) pr | 156,840 pr |
| 10     | Sophie Nijman        | Team Anker       | 39,45 (10)    | 1.17,79 (8)     | 39,65 (12)    | 1.17,88 (9)     | 156,935    |
| 11     | Lotte van Beek       | Team Liga        | 39,30 (9) pr  | 1.18,21 (11)    | 39,58 (11)    | 1.18,15 (11)    | 157,060 pr |
| 12     | Roxanne van Hemert   | Team Hart        | 40,20 (19)    | 1.17,54 (7) pr  | 40,14 (19)    | 1.17,65 (7)     | 157,935 pr |
| 13     | Rosa Pater           | Gewest NH/U      | 39,52 (13) pr | 1.19,03 (15)    | 39,67 (13)    | 1.18,59 (14) pr | 158,000 pr |
| 14     | Mayon Kuipers        | Team Anker       | 38,90 (5) pr  | 1.20,91 (20)    | 39,06 (7)     | 1.19,41 (15)    | 158,120 pr |
| 15     | Letitia de Jong      | Jong Oranje      | 39,91 (17)    | 1.18,87 (14)    | 39,68 (14) pr | 1.18,42 (13) pr | 158,235 pr |
| 16     | Antoinette de Jong   | Jong Oranje      | 39,85 (16) pr | 1.18,57 (13) pr | 39,89 (15)    | 1.19,71 (16)    | 158,880 pr |
| 17     | Marit Dekker         | Team Anker       | 39,50 (12) pr | 1.19,72 (17)    | 39,96 (17)    | 1.20,59 (18)    | 159,615 pr |
| 18     | Inge Bervoets        | Gewest NH/U      | 40,13 (18)    | 1.20,52 (19) pr | 39,92 (16) pr | 1.20,81 (19)    | 160,715 pr |
| 19     | Myrthe Brommer       | Gewest NH/U      | 40,44 (20)    | 1.21,22 (21)    | 40,24 (20) pr | 1.20,93 (20) pr | 161,755 pr |
| 20     | Miranda Dekker       | Gewest NH/U      | 40,87 (22)    | 1.20,19 (18) pr | 40,76 (22) pr | 1.20,53 (17)    | 161,990 pr |
| 21     | Jorien Kranenborg    | Gewest Friesland | 40,63 (21)    | 1.22,10 (22)    | 40,68 (21)    | 1.22,52 (21)    | 163,620    |
| -      | Bo van der Werff     | Team Anker       | 39,74 (15) pr | 1.19,60 (16)    | 40,05 (18)    | DNS             | 119,590    |